# 弗魯特蘭 (喬治亞州)
弗魯特蘭（英語：Fruitland）是位於美國喬治亞州埃科爾斯縣的一個非建制地區。該地的面積和人口皆未知。

## 地理
弗魯特蘭的座標為30°49′25″N 82°51′17″W / 30.82361°N 82.85472°W，而該地的平均海拔高度為49米（即161英尺）。